# Liste der Monuments historiques in Ohnenheim
Die Liste der Monuments historiques in Ohnenheim führt die Monuments historiques in der französischen Gemeinde Ohnenheim auf.

## Liste der Objekte
| Bezeichnung               | Beschreibung                                                                                      | Standort                         | Kennzeichnung | Schutzstatus | Datum | Bild           |
| ------------------------- | ------------------------------------------------------------------------------------------------- | -------------------------------- | ------------- | ------------ | ----- | -------------- |
| Taufbecken                | Sandstein, 17. Jahrhundert; Holzdeckel, farbig gefasst und vergoldet, Anfang des 18. Jahrhunderts | in der Kirche St-Grégoire (Lage) | PM67001313    | Inscrit      | 1996  | weitere Bilder |
| Drei Gemälde              | Ölfarbe auf Leinwand, vergoldete Holzrahmen, 18. Jahrhundert                                      | in der Kirche St-Grégoire (Lage) | PM67000637    | Classé       | 1977  |                |
| Skulptur Madonna mit Kind | Lindenholz, farbig gefasst und vergoldet, um 1500                                                 | in der Kirche St-Grégoire (Lage) | PM67000815    | Classé       | 1998  |                |
| Kelch und Patene          | Silber, vergoldet, Ende des 18. Jahrhunderts                                                      | in der Kirche St-Grégoire (Lage) | PM67000224    | Classé       | 1969  |                |